# Arcidiocesi di Nueva Segovia

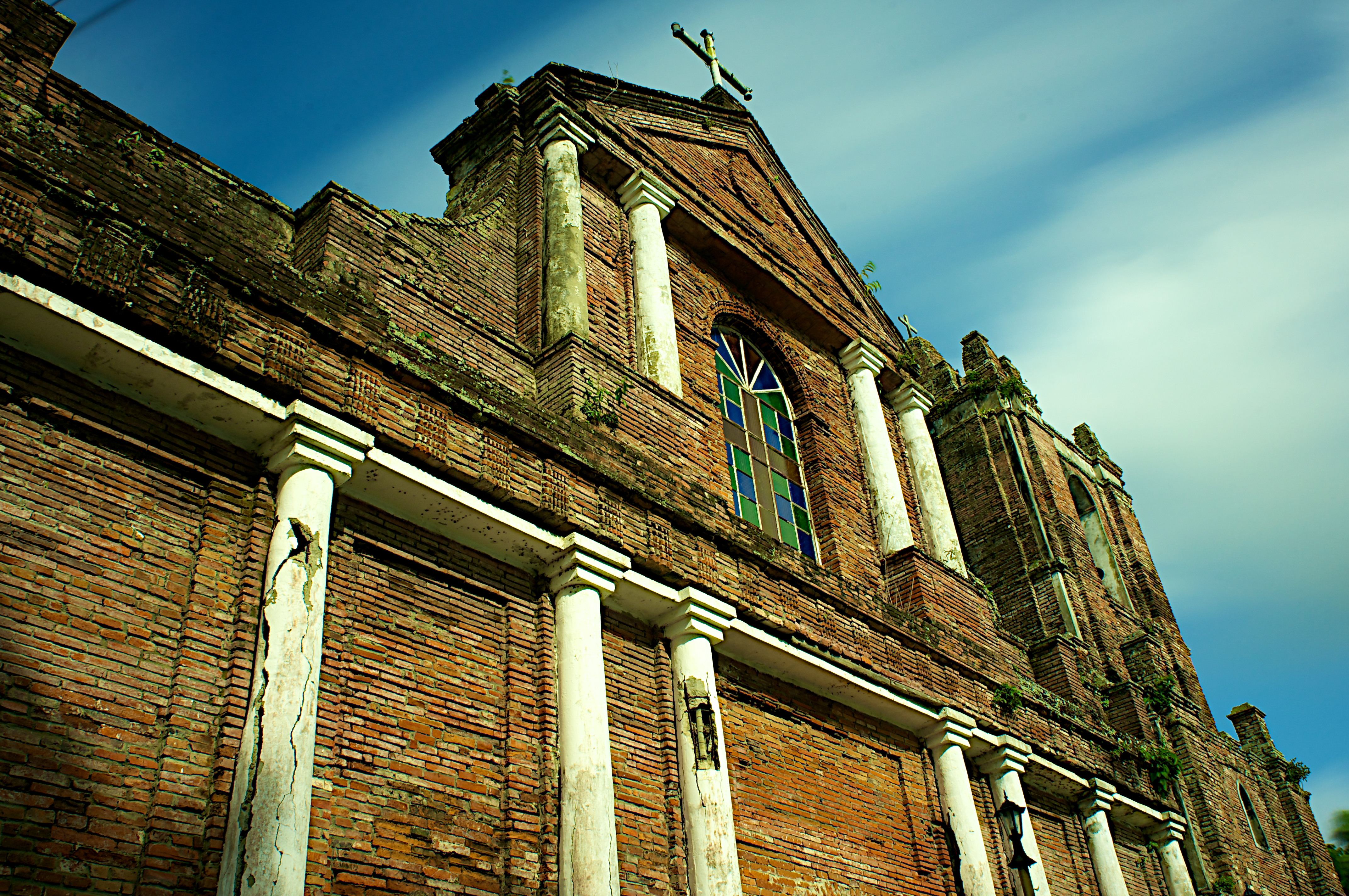
La chiesa di San Domenico a Lal-lo, primitiva cattedrale della diocesi.

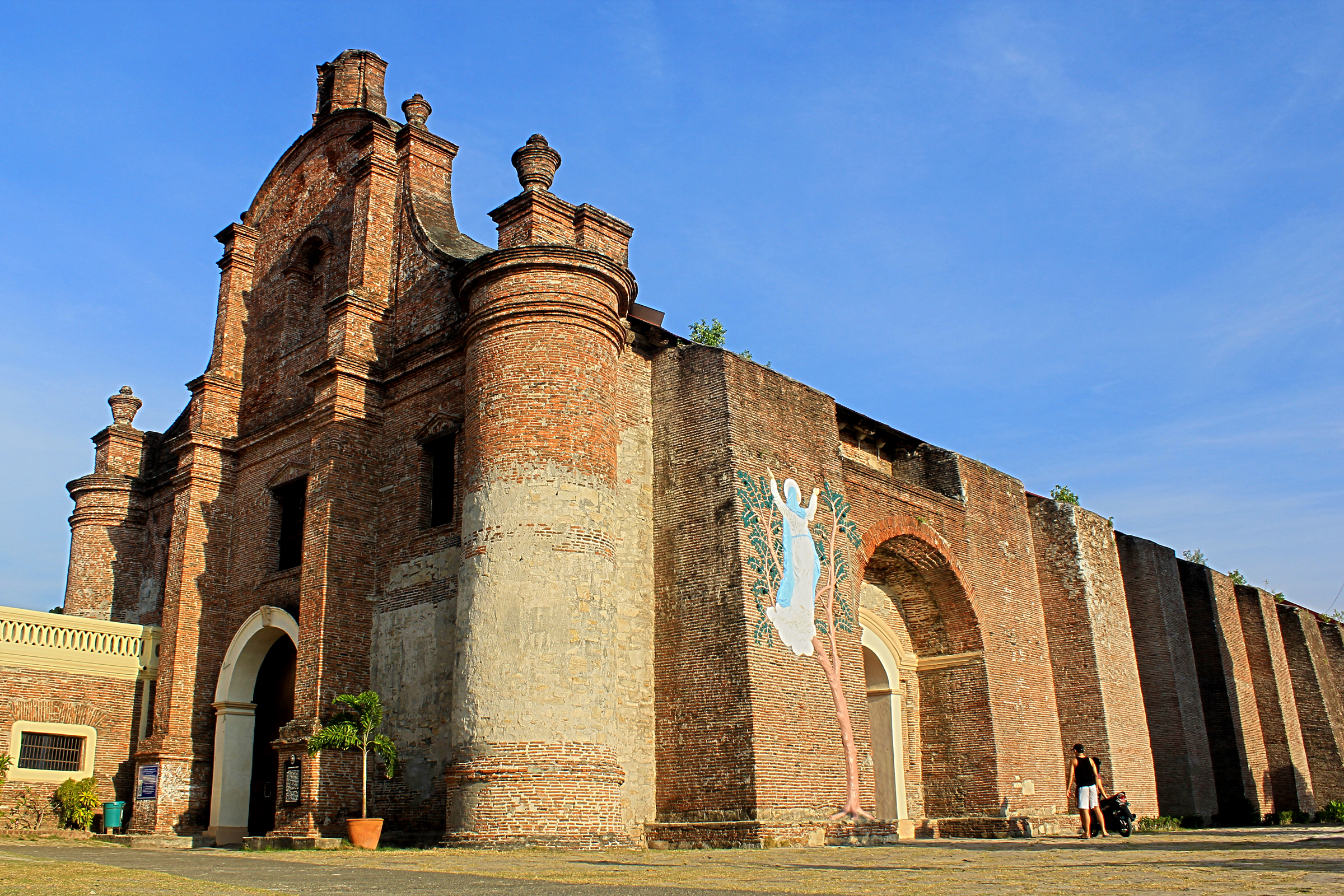
La chiesa di Nostra Signora Assunta, patrimonio dell'umanità.

L'arcidiocesi di Nueva Segovia (in latino Archidioecesis Novae Segobiae) è una sede metropolitana della Chiesa cattolica nelle Filippine. Nel 2023 contava 642.183 battezzati su 773.834 abitanti. È retta dall'arcivescovo Mario Mendoza Peralta.

## Territorio
L'arcidiocesi comprende la provincia filippina di Ilocos Sur sull'isola di Luzon.
Sede arcivescovile è la città di Vigan, dove si trova la cattedrale della Conversione di San Paolo apostolo. A Santa Maria sorge la chiesa di Nostra Signora Assunta, una delle chiese barocche delle Filippine, patrimonio dell'umanità dell'UNESCO.
Il territorio si estende su 2.580 km² ed è suddiviso in 42 parrocchie.

### Provincia ecclesiastica
La provincia ecclesiastica di Nueva Segovia, istituita nel 1951, comprende 3 diocesi suffraganee:
- la diocesi di Baguio, eretta come prefettura apostolica il 15 luglio 1932, diventata vicariato apostolico il 10 giugno 1948 e infine elevata al rango di diocesi il 24 giugno 2004;
- la diocesi di Bangued, eretta come prelatura territoriale il 12 giugno 1955 e elevata al rango di diocesi 15 novembre 1982;
- la diocesi di Laoag, eretta il 5 giugno 1961.

Alla provincia ecclesiastica è aggregato anche il vicariato apostolico di Bontoc-Lagawe.

## Storia
La diocesi di Nueva Segovia fu eretta con bolla di papa Clemente VIII il 14 agosto 1595, ricavandone il territorio dall'arcidiocesi di Manila, di cui originariamente era suffraganea. Sede della diocesi era la città di Nuova Segovia, oggi Lal-lo, dove fungeva da cattedrale la chiesa di San Domenico.
Nel 1758 la sede vescovile fu traslata da Nueva Segovia a Vigan.
Il 10 aprile 1910 cedette una porzione del suo territorio a vantaggio dell'erezione della diocesi di Tuguegarao (oggi arcidiocesi); in questa nuova circoscrizione veniva compresa anche la primitiva sede di Lai-lo, che dunque oggi si trova al di fuori dei confini dell'arcidiocesi che ne prende il nome.
Il 15 luglio 1932 cedette una porzione del suo territorio a vantaggio dell'erezione della prefettura apostolica di Mountain Provinces (oggi diocesi di Baguio).
Il 29 giugno 1951 la diocesi è stata elevata al rango di arcidiocesi metropolitana con la bolla Quo in Philippina di papa Pio XII.
Il 12 giugno 1955, il 5 giugno 1961 e il 19 gennaio 1970 ha ceduto altre porzioni di territorio a vantaggio dell'erezione rispettivamente della prelatura territoriale di Bangued (oggi diocesi) e delle diocesi di Laoag e di San Fernando de La Union.
Il 27 ottobre 2014 la Congregazione per il culto divino e la disciplina dei sacramenti ha concesso ai sacerdoti che vivono nell'arcidiocesi di celebrare fino a quattro messe la domenica e nelle feste di precetto e fino a tre messe negli altri giorni.

## Cronotassi dei vescovi
Si omettono i periodi di sede vacante non superiori ai 2 anni o non storicamente accertati.
- Miguel de Benavides, O.P. † (30 agosto 1595 - 7 ottobre 1602 nominato arcivescovo di Manila)
- Diego Soria, O.P. † (15 novembre 1602 - 1613 deceduto)
- Miguel Garcia Serrano, O.S.A. † 3 agosto 1616 - 12 febbraio 1618 nominato arcivescovo di Manila)
- Juan Rentería † (5 marzo 1618 - 1626 deceduto)
- Fernando Guerrero, O.S.A. † (17 maggio 1627 - 9 gennaio 1634 nominato arcivescovo di Manila)
- Diego Francisco Aduarte, O.P. † (23 gennaio 1634 - 1637 deceduto)
- Fernando Montero Espinosa † (16 luglio 1639 - 5 febbraio 1646 nominato arcivescovo di Manila)
  - Herdando de Lobo Castrillo † (1649 - 9 dicembre 1649 nominato arcivescovo di Porto Rico) (vescovo eletto)
- Rodrigo Cárdenas, O.P. † (30 maggio 1650 - 1661 deceduto)
  - Sede vacante (1661-1671)
- José Millán de Poblete † (10 luglio 1671 - 24 giugno 1674 deceduto)
- Lucas Arquero de Robles † (6 novembre 1677 - 9 agosto 1678 deceduto)
- Francisco Pizarro de Orellana † (27 maggio 1680 - 2 settembre 1683 deceduto)
  - Sede vacante (1683-1699)
- Diego Gorospe de Irala, O.P. † (1º giugno 1699 - 20 maggio 1715 deceduto)
- Pedro Mejorada, O.P. † (1º ottobre 1717 - 31 luglio 1719 deceduto)
  - Sede vacante (1719-1724)
- Jerónimo Herrera y Lopez † (20 novembre 1724 - marzo 1742 deceduto)
- Manuel del Rio Flores, O.P. † (16 maggio 1744 - 1745 deceduto)
  - Sede vacante (1745-1750)
  - Juan de Archedera, O.P. † (19 gennaio 1750 - 12 novembre 1751 deceduto) (vescovo eletto)
- Juan de La Fuente Yepes † (28 maggio 1753 - 1757 deceduto)
- Bernardo de Ustariz, O.P. † (19 dicembre 1763 - 2 agosto 1764 deceduto)
- Miguel García San Esteban, O.P. † (16 settembre 1768 - 11 novembre 1779 deceduto)
- Juan Ruiz de San Agustín, O.A.R. † (25 giugno 1784 - 1796 deceduto)
- Agustín Pedro Blaquier, O.S.A. † (20 luglio 1801 - 31 dicembre 1803 deceduto)
- Cayetano Pallás, O.P. † (6 ottobre 1806 - 1814 deceduto)
- Francisco Albán Barreiro, O.P. † (14 aprile 1817 - 8 dicembre 1837 deceduto)
  - Sede vacante (1837-1846)
- Rafael Masoliver, O.P. † (19 gennaio 1846 - 1846 deceduto)
- Vicente Barreiro Pérez, O.S.A. † (14 aprile 1848 - 17 maggio 1856 deceduto)
- Juan José Aragonés, O.S.A. † (27 marzo 1865 - 14 agosto 1872 deceduto)
- Mariano Cuartero y Sierra, O.A.R. † (16 gennaio 1874 - 2 agosto 1887 deceduto)
- José Hevía y Campomanes, O.P. † (27 maggio 1889 - 12 giugno 1903 dimesso[4])
- Dennis Joseph Dougherty † (12 giugno 1903 - 19 aprile 1908 nominato vescovo di Jaro)
- James Jordan Carroll † (21 giugno 1908 - 26 ottobre 1912 dimesso[5])
- Peter Joseph Hurth, C.S.C. † (7 gennaio 1913 - 12 novembre 1926 dimesso[6])
- Santiago Caragnan Sancho † (22 aprile 1927 - 12 ottobre 1966 deceduto)
- Juan Callanta Sison † (12 ottobre 1966 - 12 settembre 1981 deceduto)
- José Tomás Sánchez † (12 gennaio 1982 - 22 marzo 1986 dimesso)
- Orlando Beltran Quevedo, O.M.I. (22 marzo 1986 - 30 maggio 1998 nominato arcivescovo di Cotabato)
- Edmundo Madarang Abaya † (22 maggio 1999 - 12 febbraio 2005 ritirato)
- Ernesto Antolin Salgado (12 febbraio 2005 - 30 dicembre 2013 ritirato)
- Mario Mendoza Peralta, dal 30 dicembre 2013

## Statistiche
L'arcidiocesi nel 2023 su una popolazione di 773.834 persone contava 642.183 battezzati, corrispondenti all'83,0% del totale.
| anno | popolazione | popolazione | popolazione | presbiteri | presbiteri | presbiteri | presbiteri                | diaconi | religiosi | religiosi | parrocchie |
| anno | battezzati  | totale      | %           | numero     | secolari   | regolari   | battezzati per presbitero | diaconi | uomini    | donne     | parrocchie |
| ---- | ----------- | ----------- | ----------- | ---------- | ---------- | ---------- | ------------------------- | ------- | --------- | --------- | ---------- |
| 1950 | 589.676     | 851.673     | 69,2        | 151        | 102        | 49         | 3.905                     |         | 20        | 157       | 80         |
| 1970 | ?           | 365.000     | ?           | 102        | 86         | 16         | ?                         |         |           | 215       | 34         |
| 1980 | 423.000     | 521.000     | 81,2        | 70         | 53         | 17         | 6.042                     |         | 27        | 187       | 35         |
| 1990 | 464.000     | 548.000     | 84,7        | 69         | 55         | 14         | 6.724                     | 3       | 14        | 200       | 40         |
| 1999 | 503.397     | 599.885     | 83,9        | 61         | 56         | 5          | 8.252                     |         | 5         | 122       | 40         |
| 2000 | 518.822     | 609.739     | 85,1        | 61         | 58         | 3          | 8.505                     |         | 3         | 129       | 40         |
| 2001 | 519.172     | 611.347     | 84,9        | 61         | 58         | 3          | 8.511                     |         | 3         | 168       | 40         |
| 2003 | 524.999     | 617.460     | 85,0        | 68         | 63         | 5          | 7.720                     |         | 5         | 162       | 40         |
| 2004 | 523.813     | 621.923     | 84,2        | 74         | 69         | 5          | 7.078                     |         | 5         | 162       | 40         |
| 2013 | 615.000     | 730.000     | 84,2        | 74         | 71         | 3          | 8.310                     |         | 3         | 96        | 41         |
| 2016 | 584.174     | 699.793     | 83,5        | 71         | 68         | 3          | 8.227                     |         | 3         | 116       | 41         |
| 2019 | 609.201     | 728.820     | 83,6        | 82         | 71         | 11         | 7.429                     |         | 12        | 107       | 41         |
| 2021 | 630.871     | 754.675     | 83,6        | 80         | 70         | 10         | 7.885                     |         | 11        | 102       | 41         |
| 2023 | 642.183     | 773.834     | 83,0        | 83         | 70         | 13         | 7.737                     |         | 13        | 92        | 42         |